# 6486 Anitahill
6486 Anitahill este o planetă minoră (asteroid), cu un diametru de 3,29 km, din centura de asteroizi. A fost descoperită pe 17 martie 1991 la Observatorul Palomar de Eleanor F. Helin și a fost numită după Anita Hill⁠(d). 
Obiectul prezintă o orbită caracterizată de o semiaxă mare de 2,3193899 UAi, o excentricitate de 0,08, o înclinație de 6,29261 ° în raport cu ecliptica.